# Desmerdyr
Desmerdyr (Viverridae) er en rovdyrfamilie. Den indeholder 38 arter af kattelignende rovdyr. De bliver mellem 40 og 70 cm lange og vejer mellem 1-5 kg.
Sekretet fra desmerdyrs gatkirtler kaldes zibet. Tidligere anvendte man zibet til fremstilling af parfume.
Familien lever i syd og sydøstasien, i hele Afrika og i det sydlige Europa.

## Desmerdyr og  kaffe
Den indiske palmeruller, også kaldet luwak (Paradoxurus hermaphroditus) indgår i produktionen af Kopi luwak-kaffen der er blandt verdens dyreste.  Den fine smag skyldes, at desmerdyret spiser kaffebærrene og dyrets tarmsyre langsomt siver ind i kaffebønnen; Syren har nedbrudt bønnens proteiner og øger bærrets aroma der findes i desmerdyrets efterladenskaber.

## Klassifikation
I alt 38 arter, kun eksempler angivet
Familie Desmerdyr Viverridae
- Underfamilie Halvpalmerullere Hemigalinae
  - odderdesmerkat (Cynogale bennettii)
  - båndet palmeruller (Hemigalus derbyanus)
- Underfamilie Palmerullere Paradoxurinae
  - binturong (Arctictis binturong)
  - maskepalmeruller (Paguma larvata)
  - indisk palmeruller/luwak (Paradoxurus hermaphroditus)
  - Jerdons palmeruller (Paradoxurus jerdoni)
- Underfamilie desmerkatte Viverrinae
  - civette/afrikansk desmerkat (Civettictis civetta)
  - Malabar civette Viverra civettina
  - stor indisk civette Viverra zibetha
  - lille indisk civette Viverricula indica
  - alm. genette (Genetta genetta)
  - fiskegenette (Genetta piscivora)
  - Vestafrikansk oyan (Poiana leightoni)